# Eulychnia
Eulychnia é um gênero botânico da família Cactaceae.

## Sinonímia
Philippicereus Backeb..

## Espécies
Eulychnia acida
Eulychnia breviflora
Eulychnia saint-pieana
etc.